# Ste-Marie-Madeleine (Le Bellay-en-Vexin)

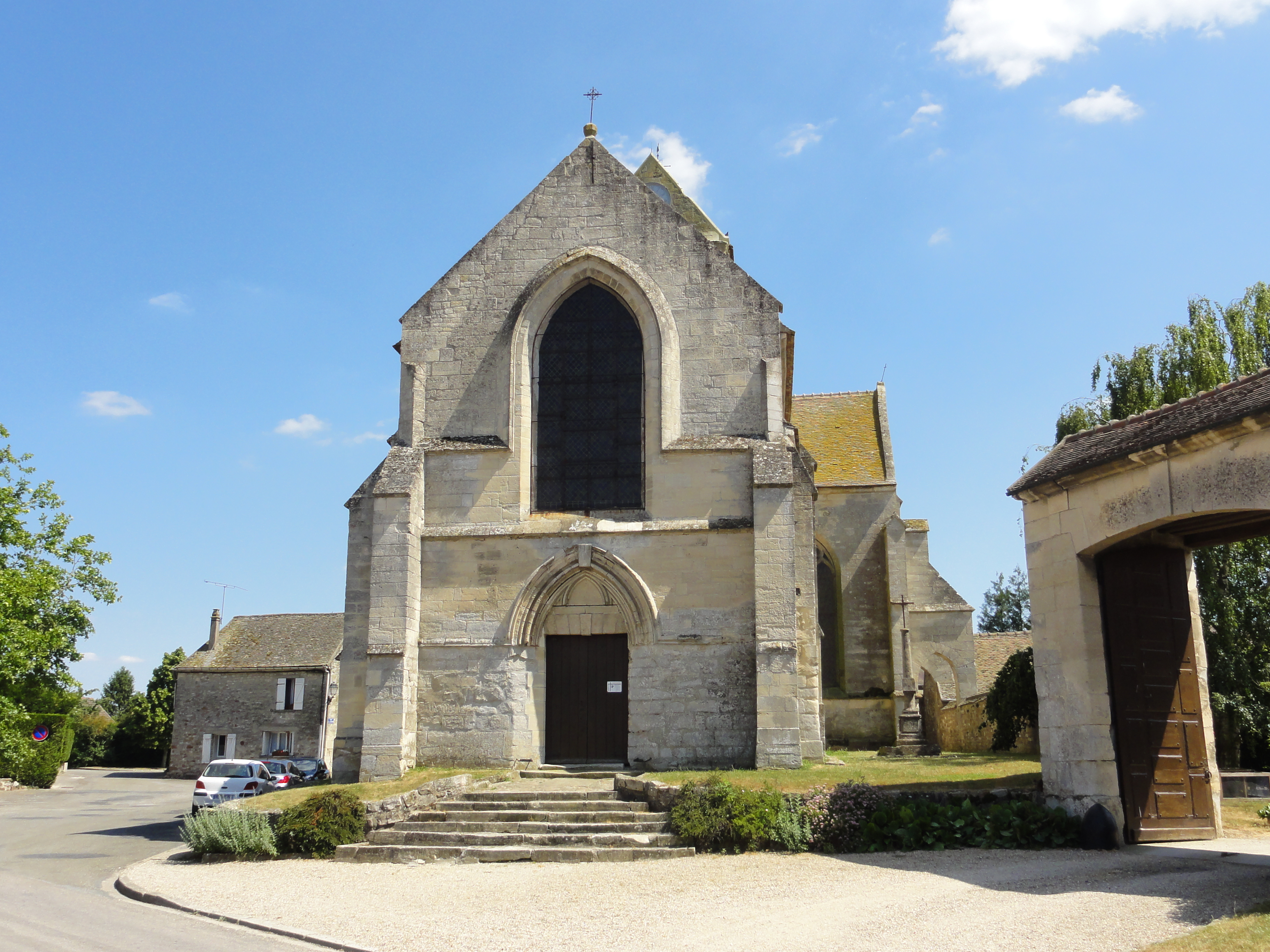
Kirche Ste-Marie-Madeleine in Le Bellay-en-Vexin

Die römisch-katholische Kirche Ste-Marie-Madeleine in Le Bellay-en-Vexin, einer französischen Gemeinde im Département Val-d’Oise der Region Île-de-France, wurde ab dem 12. Jahrhundert errichtet. Die Kirche ist seit 1965 ein geschütztes Baudenkmal (Monument historique).

## Architektur
Die einschiffige Kirche ist von Westen nach Norden orientiert. Sie besitzt ein vierjochiges Langhaus, ein Querhaus mit Vierungsturm und einen Chor mit geradem Schluss. Nordöstlich ist im 16. Jahrhundert an den Chor eine Kapelle angebaut worden. Der Glockenturm wurde im 14. Jahrhundert erneuert. Er besitzt in seinem Obergeschoss an allen Seiten hohe, gekuppelte Rundbogenfenster und an seinen Ecken Strebepfeiler. Die Fenster besitzen Archivolten, die auf Säulen mit Kapitellen aufliegen. Über dem schlichten Portal mit Archivolten, die im Mauerwerk enden, befindet sich ein hohes Rundbogenfenster, das von einem abgeflachten Band umgeben wird. Die romanischen Kapitelle im Inneren der Kirche sind bemerkenswert.

## Ausstattung
Die Kirche besitzt ein Altarretabel aus dem 18. Jahrhundert und ein Gemälde von Charles Alphonse Dufresnoy (1611–1668), das die Anbetung der Hirten darstellt.